# Pablo Adrian Castro Duret
Pablo Adrian Castro Duret, mais conhecido por Pablo Castro (18 de Janeiro de 1985) é um futebolista uruguaio que jogou na Associação Académica de Coimbra, na primeira liga (bwinLiga) portuguesa (na época 2007-2008), actuando preferencialmente a defesa esquerdo.
Após algum tempo sem nunca ter sido utilizado o jogador e a Académica de Coimbra rescindiram o contrato bilateralmente.